# Más que amor (álbum)
Más que amor es el nombre del segundo álbum de estudio del trío italiano Il Volo. Fue lanzado al mercado mundialmente a la venta el 9 de abril de 2013. El álbum es la versión en español de su disco We are love, lanzado en 2012. El álbum incluye principalmente géneros tales como pop, pop italiano, pop rock, y con estilo de ópera y música clásica.
El álbum incluye covers de los temas «I Don't Want to Miss a Thing» de Aerosmith, titulada «Nuestro amor», y cuenta con tres duetos, uno con la mexicana Belinda, uno con Eros Ramazzotti y el tercero con Plácido Domingo.
El primer sencillo del álbum, titulado «Constantemente mía», a dúo con la cantante mexicana Belinda fue lanzado a la venta el 25 de febrero de 2013.

## Lanzamiento y producción
El álbum es lazando el 9 de febrero de 2013, es la versión en español del álbum We are love que salió a la venta en noviembre de 2012. Fue producido por Humberto Gática y Tony Renis, y grabado en Los Ángeles y Roma.
El primer sencillo del álbum fue «Constantemente mía», sobre dicho dueto con la cantante mexicana Belinda, Piero Barone argumentó «Es una persona encantadora y talentosa. Quedamos muy contentos con el resultado de esta grabación porque ella tiene una gran voz que se complementó muy bien con las nuestras». Dos de los temas del álbum, «Constantemente mía» y «Nuestro Amor», fueron compuestos por Diane Warren y Mark Portmann.
El álbum incluye dos covers, «Beautiful day» de la banda estadounidense U2 y «Nuestro amor», traducción del tema «I Don't Want to Miss a Thing» de Aerosmith. Así como también tres duetos, uno con la mexicana Belinda en «Constantemente mía», uno con Eros Ramazzotti en el tema «Así», compuesto por Luca Chiaravalli, Mila Ortiz Martin y Eros Ramazzotti, y el tercero con Plácido Domingo titulado «Il canto», compuesto por Luca Barbarossa y Romano Musumarra. El tema «Luna escondida» fue utilizado en la producción cinematográfica mexicana estrenada el 23 de noviembre de 2012, titulada Hidden Moon.

## Promoción

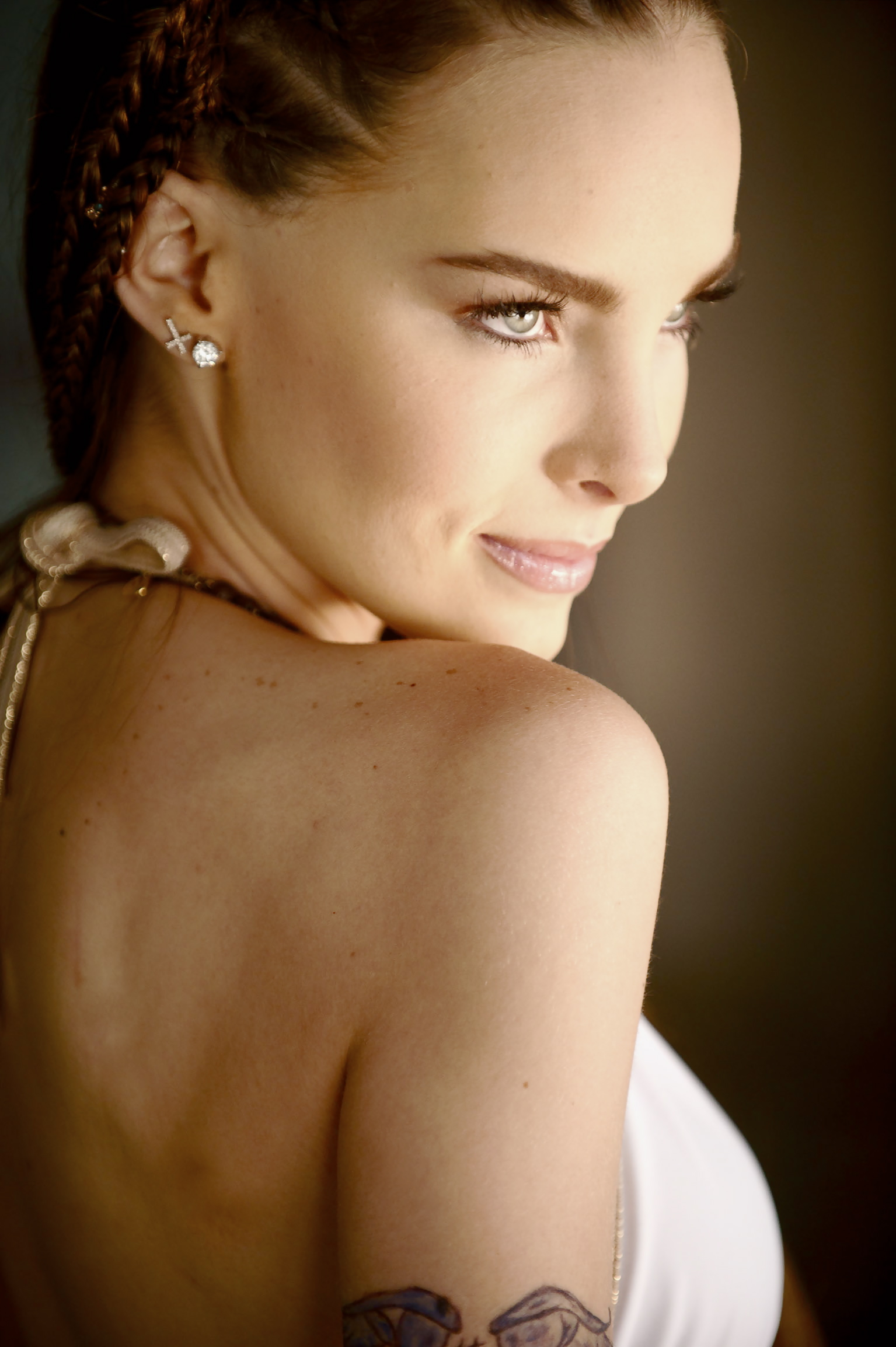
Belinda interpreta el tema Constantemente mía a dúo con Il Volo.

### Sencillos
- El primer sencillo del álbum se titula «Constantemente mía», es lanzado el 25 de febrero de 2013 a dueto con la cantante mexicana Belinda.[6][7] El tema fue escrito por Diane Warren y Mark Portmann, y su video se estrenó a través de Ritmoson Latino.

### Interpretaciones en vivo
El 3 de abril de 2013 se presentan en el programa "Un nuevo día" interpretando «Historia de un amor». El 13 de abril de 2013 presentan el tema «Historia de un amor» en el programa "Sábado gigante" conducido por Don Francisco. El 25 y 26 de marzo de 2013 grabaron en el teatro Fillmore de la ciudad de Miami, dos especiales titulados We Are Love y Buon Natale, donde interpretaron los temas del álbum y el tema «Constantemente mía» junto a Belinda. Serán transmitidos el 1 de junio y el 30 de noviembre de 2013 respectivamente, saldrán al aire por la cadena PBS.
El 5 de mayo de 2013 se presentan en el programa chileno "Mentiras verdaderas" interpretando sus temas «Más que amor» e «Historia de un amor». El 16 de mayo de 2013 presentaron «Constantemente mía» a dúo con Belinda en los Premios Oye!, llevados a cabo en Mazatlán, Sinaloa. El 18 de mayo de 2013 se presentan en el programa mexicano "En familia con Chabelo" interpretando «Más que amor». 
El 28 de mayo de 2013 se presentan en México Suena, transmitido por Telehit, interpretando sus temas «Más que amor», «Historia de un amor», «Beautiful day», «Nuestro amor», «Constantemente mía».

### Tour
El 25 de agosto de 2013 dan comienzo a Más que amor Tour en Vancouver, Canadá. En octubre de 2013 comienzan sus presentaciones por Latinoamérica siendo Guadalajara, México el primer show que darán.

## Lista de canciones
- Edición estándar

| Más que amor |                                                            |                                                              |          |  |
| N.º          | Título                                                     | Escritor(es)                                                 | Duración |  |
| 1.           | «Más que amor»                                             | Edgar Cortázar/Mark Portman                                  | 4:32     |  |
| 2.           | «Constantemente mía»                                       | Edgar Cortázar/Mark Portmann/Diane Warren                    | 4:03     |  |
| 3.           | «L' ultima volta»                                          | Max Calo/Raffaello Di Pietro                                 | 3:33     |  |
| 4.           | «Historia de un amor»                                      | Carlos Eleta Almarán                                         | 3:54     |  |
| 5.           | «Bienvenido nuestro amor»                                  | Edgar Cortázar/Mark Portman                                  | 3:42     |  |
| 6.           | «Así» (feat Eros Ramazzotti)                               | Luca Chiaravalli/Mila Ortiz Martin/Eros Ramazzotti           | 4:15     |  |
| 7.           | «Beautiful day»                                            | Bono/U2                                                      | 3:16     |  |
| 8.           | «Luna escondida» (Love Theme From the Movie "Hidden Moon") | Luis Bacalov/Humberto Garcia/Massimo Guantini/Tony Renis     | 3:39     |  |
| 9.           | «Non farmi aspettare»                                      | Emiliano Cecere/Saverio Grandi                               | 3:58     |  |
| 10.          | «Il canto» (feat Plácido Domingo)                          | Luca Barbarossa/Romano Musumarra                             | 4:27     |  |
| 11.          | «Espléndida»                                               | Claudia Brant/Jörgen Elofsson/Marco Marinangeli/William Ross | 4:18     |  |
| 12.          | «Nuestro amor» (I Don't Want To Miss a Thing)              | Edgar Cortázar/Mark Portmann/Diane Warren                    | 4:35     |  |
| 13.          | «Constantemente mía» (feat Belinda)                        | Edgar Cortázar/Mark Portmann/Diane Warren                    | 4:06     |  |
| 52:17        |                                                            |                                                              |          |  |

## Charts y certificaciones

### Semanales
| País           | Chart      | Lista                    | Mejor posición |
| 2013           | 2013       | 2013                     | 2013           |
| -------------- | ---------- | ------------------------ | -------------- |
| México         | AMPROFON   | Top 100 Albums Charts    | 7              |
| Venezuela      | Recordland | Venezuela Álbumes Charts | 9              |
| Estados Unidos | Billboard  | Latin Pop Albums         | 1              |
| Estados Unidos | Billboard  | Top Latin Albums         | 2              |
| Estados Unidos | Billboard  | Classical Albums         | 3              |
| Estados Unidos | Billboard  | Billboard 200            | 112            |

### Mensuales
| País      | Chart | Lista                    | Mejor posición |
| 2013      | 2013  | 2013                     | 2013           |
| --------- | ----- | ------------------------ | -------------- |
| Argentina | CAPIF | Argentina Álbumes Charts | 9              |

### Certificación
| País   | Organismo certificador | Certificación | Ventas certificadas | Ref.   |
| ------ | ---------------------- | ------------- | ------------------- | ------ |
| México | AMPROFON               | Oro           | 30 000              | [ 22 ] |

## Créditos y personal
Créditos por Más que amor:
| - Tomer Adaddi - Piano, Sintetizador, Programador de Sintetizador - Carlos Eleta Almarán - Compositor - Gretchen Anderson - Productor - Luis Bacalov - Compositor - Luca Barbarossa - Compositor - Belinda - artista invitada, coros - Tal Bergman - Programador de Baterías, Batería - Bono - Compositor - Claudia Brant - Compositora - Paul Buckmaster Arranger, Orchestral Arrangements - Max Calo - Compositor - Enrico Capalbo - Asistente de ingeniería - Emiliano Cecere - Compositor - Tatiana Chechovska - Concertino - Luca Chiaravalli - Arreglos, Compositor, Ingeniería, Teclados, Piano, Productor, Programación, Arreglos de cuerda - Edgar Cortázar - Compositor, Coros - Paolo Costa - Bajo eléctrico - The Czech Symphony - Orquesta - Jean Michel Desir - Asistente de ingeniería - Raffaello Di Pietro - Compositor - Lisa DiAngelo - Publicidad - Plácido Domingo - Artista invitado - Jörgen Elofsson - Compositor - Ron Fair - Productor ejecutivo - Ben Foster Conductor - David Franco - Coordinación musical - Humberto García - Compositor - Humberto Gatica - Ingeniería, Mixing, productor, Arreglos rítmicos, Sintetizador de baterías, Arreglos vocales - Gabriele Gigli - Ingeniería, Edición digital - Saverio Grandi - Compositor - Isobel Griffiths - Concertino - Massimo Guantini - Compositor - David Hage - Preparación musical - Reggie Hamilton - Bajo eléctrico - Stephanie Hsu - Director creativo - Milan Jakl - Asistente de ingeniería - Randy Kerber - Arreglos, Piano, Sintetizador - Christian Lantry - Fotografía - Tommy Larson - Coros - Jordan Leber - Dirección - Steve Leber - Dirección - Jerome Leroy - Arreglos | - Adam Looker - Asistente de ingeniería - Marco Marinangeli - Compositor - Mila Ortiz Martin - Compositor - Justine Massa - Coordinación creativa - Vlado Meller - Masterización - Lele Melotti - Batería - Adam Miller - Asistente de ingeniería - Karen Moss - Publicidad - Romano Musumarra - Compositor - Miriam Nemkova - Conductor - Kenny O'Brien - Ediciones digitales, Arreglos vocales - Davide Palmiotto - Ingeniería - Alterisio Paoletti - Arreglos - Dean Parks - Guitarra acústica - Mark Portmann Arranger, Compositor, Batería, Teclado, Piano, String Programming - Daniel Prokes Music Preparation - Joseph Quevedo - Batería - Eros Ramazzotti - Compositor, Artista invitado, Productor - Tony Renis - Compositor, productor, Arreglos rítmicos, Arreglos vocales - Cristián Robles - Ingeniería, Mixing, Sintetizador de batería - Fernando Roldán - Asistente de Ingeniería - Liz Rosenberg - Publicidad - William Ross - Arreglos, Compositor - Mark Santangelo - Asistente - Luca Scarpa - Piano - Yossi Shakked - Ingeniería - Irene Silva - Ilustraciones - Ramón Stagnaro - Guitarra acústica - Biagio Sturiale - Guitarra acústica, Guitarra eléctrica - Michael Thompson - Guitarra acústica, Guitarra eléctrica - Joann Tominga - Concertino - Michele Torpedine - Productor ejecutivo, Dirección - Jorge Vivo - Edición digital - Chris Walden - Arreglos, Arreglos orquestales - Dianne Warren - Compositora - Jeremy Wheatley - Mixing - Christine Wolff - Publicidad - Massimo Zanotti - Conductor, Arreglos de cuerdas |